# Rhinella fissipes
Rhinella fissipes és una espècie de gripau de la família dels bufònids. Va ser descrit com a Bufo fissipes per George Albert Boulenger el 1903. El 2006 va ser reclassificat en el gènere Chaunus i el 2007 en el gènere Rhinella.
Viu a la selva humida de muntanya a un altitud de 1800 m. Se'n desconeix l'estratègia de cria, però és de suposar que té lloc a l'aigua pel desenvolupament larvari.

## Distribució
Només se'l coneix de la localitat tipus (Puno, Perú) i els turons als voltants de Rurrenabaque, al departament de Beni a Bolívia, a 250-1700 m d'altitud.